# 川合勇
川合 勇（かわい いさむ、1922年（大正11年）10月10日 - ）は日本の実業家。富士重工業代表取締役社長を経て、同社代表取締役会長に就任したが在職中、贈賄容疑で逮捕、起訴され辞任した。

## 人物・経歴
静岡県出身。1945年東京帝国大学工学部卒業。1946年日産自動車入社。日産自動車追浜工場工務部長を経て、1984年取締役に昇格。1985年日産ディーゼル工業代表取締役社長。1990年富士重工業（現SUBARU）代表取締役社長。1996年富士重工業代表取締役会長。
1998年に救難飛行艇開発汚職事件が発覚し、中島洋次郎防衛政務次官に対する贈賄容疑で逮捕、起訴され富士重工業代表取締役会長を辞職した。2006年最高裁判所で上告が棄却され、懲役1年6月、執行猶予3年とした東京高等裁判所の2審判決が確定した。
1987年秋の褒章で藍綬褒章、1995年秋の叙勲で勲二等旭日重光章を受章しているが、2006年10月31日、ともに返上。